# 1798 Воттс
1798 Воттс (1798 Watts) — астероїд головного поясу, відкритий 4 квітня 1949 року.
Тіссеранів параметр щодо Юпітера — 3,649.